# Distrito 5 (El Alto)
El distrito urbano municipal 5 de El Alto o denominado simplemente también como distrito 5, es uno de los 14 distritos que conforman el municipio de El Alto, el cual se encuentra ubicado en la provincia de Murillo del departamento de La Paz. El distrito es considerado urbano. 
Según el último censo boliviano de 2012, el distrito 5 tiene una población de 104 226 habitantes, lo que le convierte en el cuarto distrito más poblado de la ciudad de El Alto después del distrito 3, 8 y 4. Porcentualmente, de todos los habitantes de El Alto, alrededor de un 12,62 %  viven en el distrito 5.
En cuanto a su extensión territorial, el distrito 5 posee una superficie de 15,76 km² y una densidad de población de 6613 habitantes por km², siendo el tercer distrito más densamente poblado después del distrito 1 y distrito 3.
Geográficamente, el distrito 5 limita al norte con el distrito 5, al oeste con el municipio de Laja y el distrito 14 y al este con el distrito 3 y el distrito 6.

## Demografía
| Población Histórica del Distrito 5 de El Alto | Población Histórica del Distrito 5 de El Alto | Población Histórica del Distrito 5 de El Alto |
| Año                                           | Habitantes                                    | Fuente                                        |
| --------------------------------------------- | --------------------------------------------- | --------------------------------------------- |
| 1992                                          | 40 174                                        | Censo boliviano de 1992                       |
| 2001                                          | 89 219                                        | Censo boliviano de 2001                       |
| 2012                                          | 104 226                                       | Censo boliviano de 2012                       |
| 2020                                          | 115 888                                       | Estimaciones del INE                          |